# Renault Sport F1
Renault Sport F1 er den nuværende inkarnationen af Renaults engagement i Formel 1. Det blev dannet i slutningen af 2010, da bilproducenten solgte de sidste 25 procent af sin aktiepost af Formel 1-teamet Renault F1, som har base i Enstone i England, til hovedaktionær Genii Capital. Renault beholdt imidlertid selv kontrol over motorfabrikken i Viry-Châtillon i Frankrig, som fortsatte under navnet Renault Sport F1.
Hovedvirksomheden til Renault Sport F1 er at levere motorer (RS27, 2,4 liters V8) til sine partnerteam, som per 2011 er Lotus Renault GP, Team Lotus og Red Bull Racing. Fra 2012-sæsonen vil også Williams køre med motorer fra Renault.

## Eksterne Henvisninger
- Officiel hjemmeside

| Sport | Spire Denne artikel om sport er en spire som bør udbygges. Du er velkommen til at hjælpe Wikipedia ved at udvide den. |